# Cislău
Cislău est une commune roumaine située dans le județ de Buzău.